# عضلة ألوية كبرى
العضلة الألوية الكبرى (بالإنجليزية: Gluteus maximus muscle)‏ هي أكبر عضلة من العضلات الألوية وتعتبر سطحية.